# Čubura (Merošina)
Pour les articles homonymes, voir Čubura.
Čubura (en serbe cyrillique : Чубура) est un village de Serbie situé dans la municipalité de Merošina, district de Nišava. Au recensement de 2011, il comptait 84 habitants.

## Démographie
| 1948 | 1953 | 1961 | 1971 | 1981 | 1991 | 2002 | 2011 |
| ---- | ---- | ---- | ---- | ---- | ---- | ---- | ---- |
| 182  | 192  | 177  | 162  | 110  | 90   | 96   | 84   |

|  |